# Frickenfelden

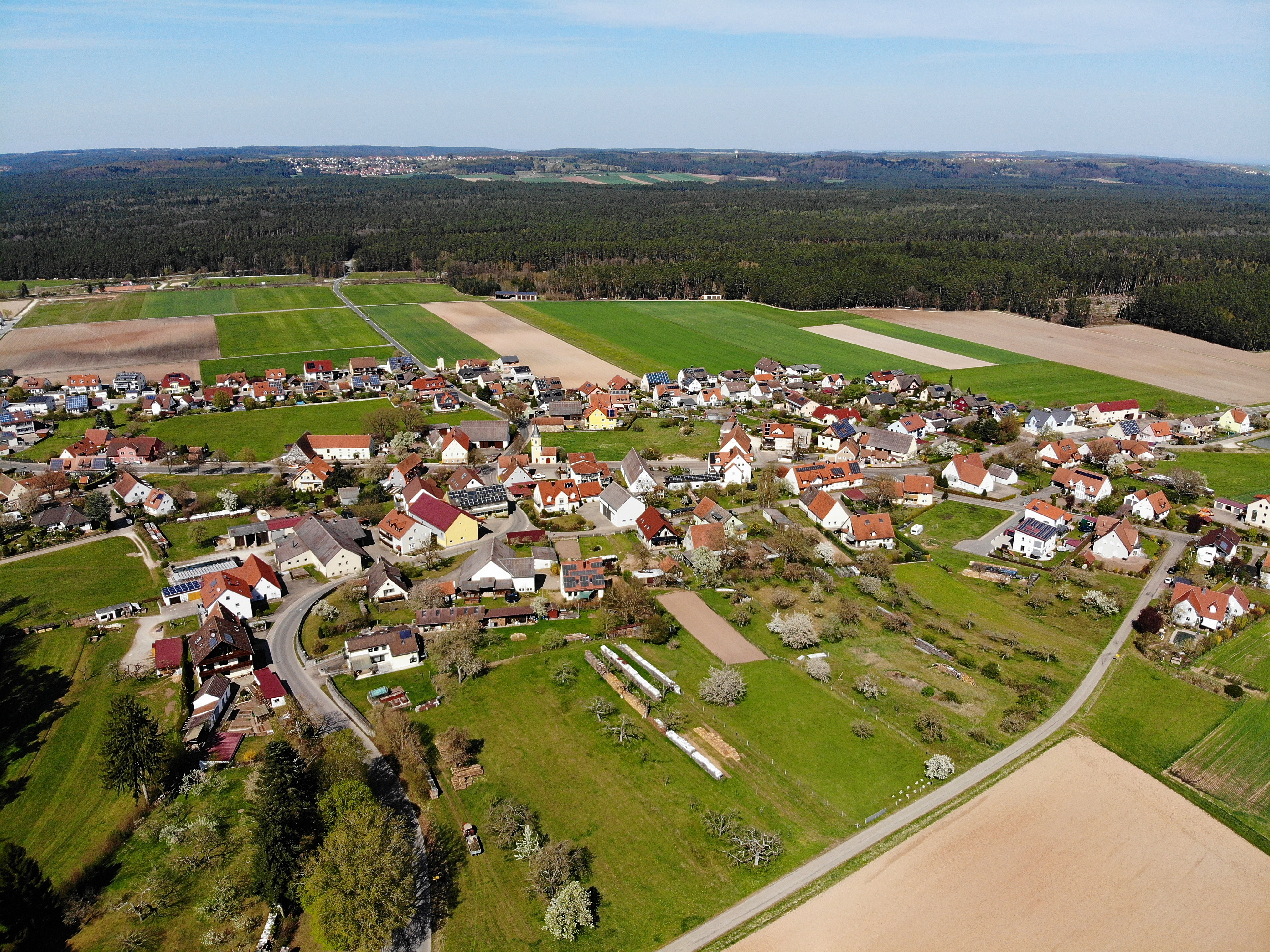
Frickenfelden Luftaufnahme (2020)

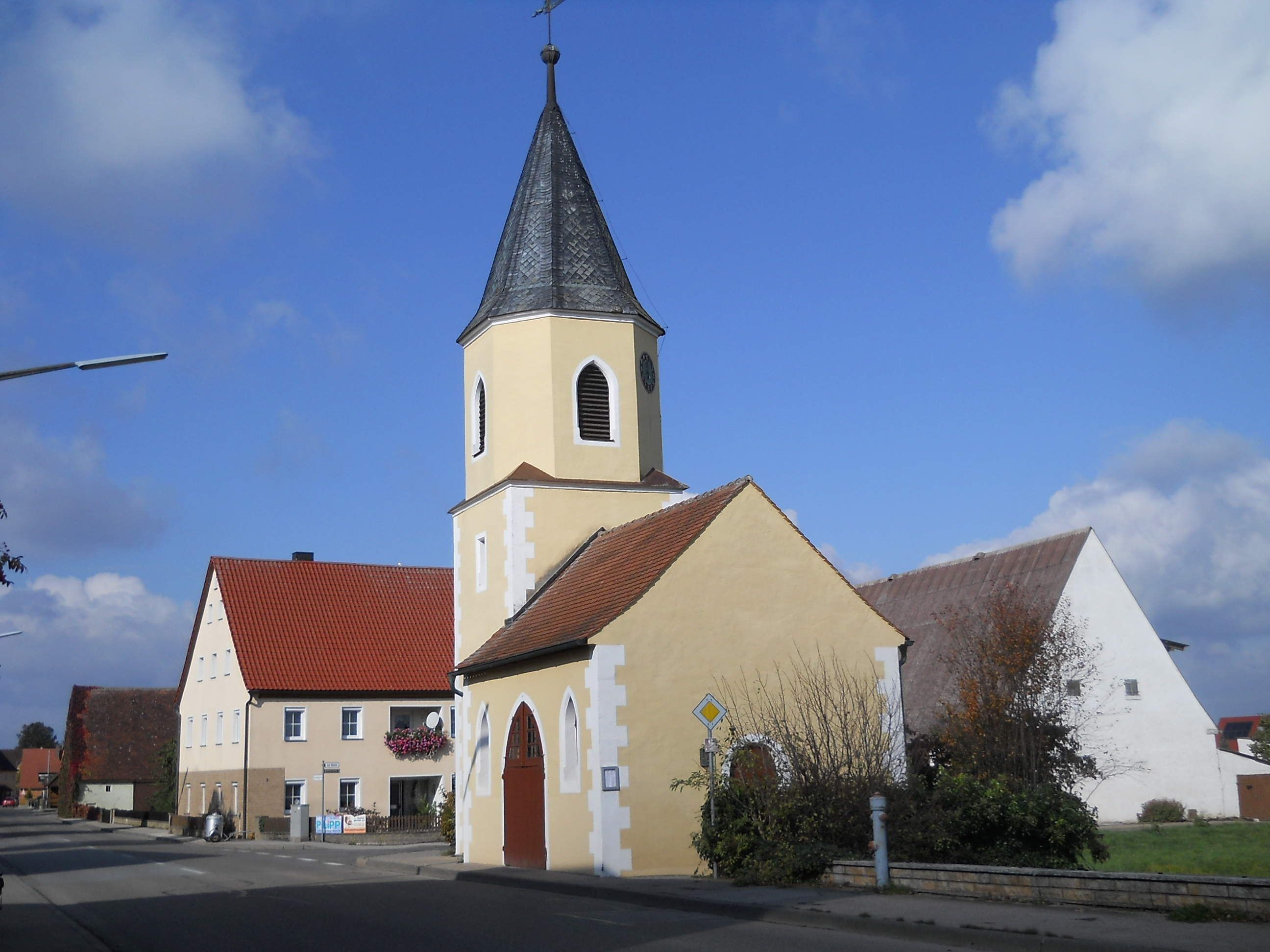
Der Glockenturm mit Anbau

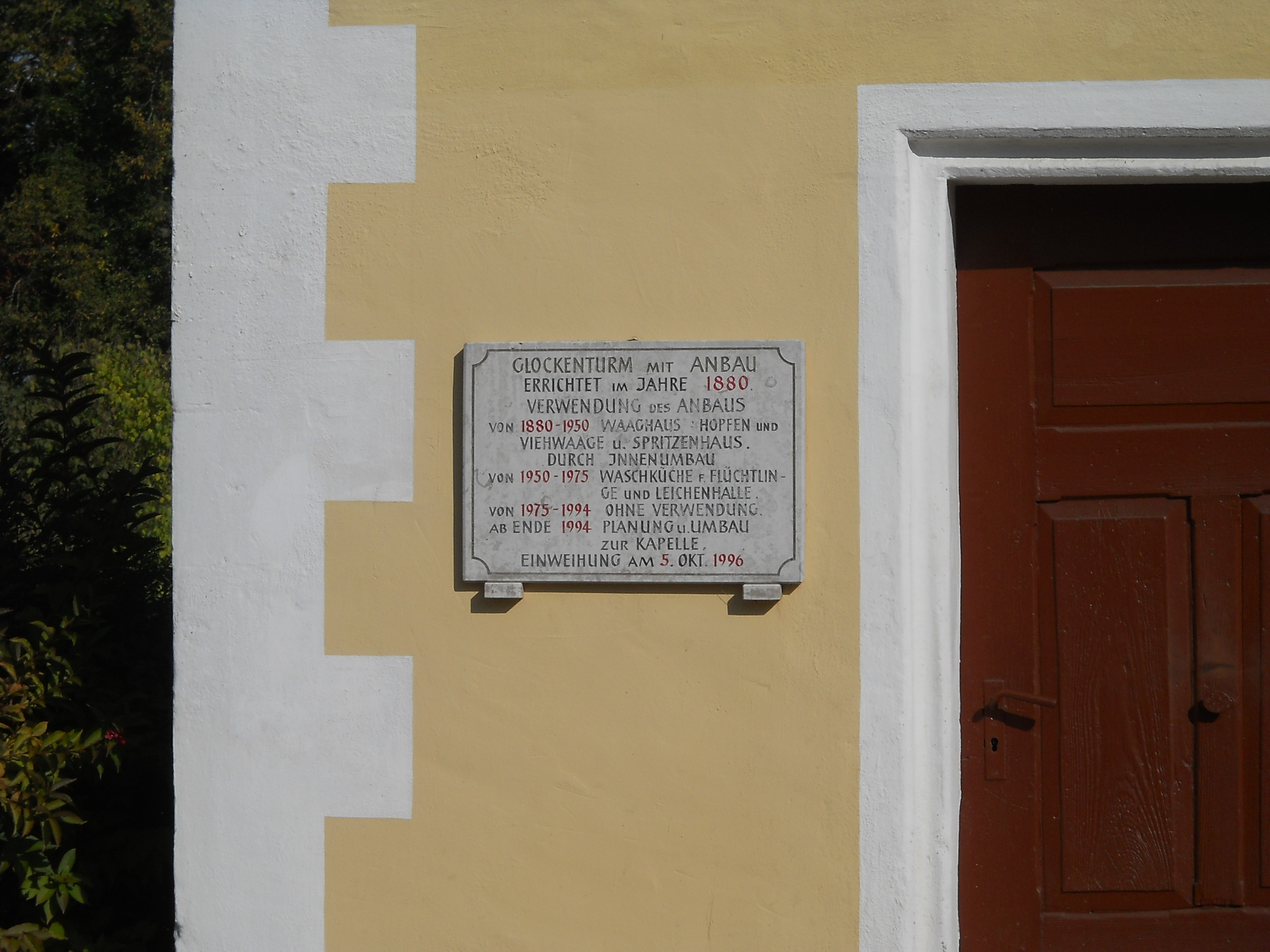
Info-Tafel am Glockenturm

Frickenfelden ist ein Gemeindeteil der Stadt Gunzenhausen im Landkreis Weißenburg-Gunzenhausen (Mittelfranken, Bayern). Die Gemarkung Frickenfelden hat eine Fläche von 3,016 km². Sie ist in 920 Flurstücke aufgeteilt, die eine durchschnittliche Flurstücksfläche von 3278,38 m² haben.

## Lage
Das Dorf liegt östlich von Gunzenhausen und südlich der Staatsstraße 2222 am Rande des südlichen Vorlandes des Spalter Hügellandes. Das ehemalige Dorf ist durch die großflächige Bebauung der Ostvorstadt nach 1945 mit Gunzenhausen zusammengewachsen. Von Gunzenhausen erreicht man Frickenfelden über die nördlich des Burgstalls verlaufende Frickenfelder Straße. Nahe Frickenfelden befinden sich die Quellen des Elmgrabens und des Steingrabens. Südlich liegen die Waldflure Knollbuck und Haselbuck sowie die Dörfer Oberasbach und Obenbrunn.

## Ortsname
Der Ortsname bedeutet „Zum Feld/zu den Feldern eines (alemannischen) Fricco“.

## Ortswappen
Das Wappen (seit 4. Oktober 1956) zeigt im schwarzen Schildhaupt fünf durch silbernes Geflecht miteinander verbundene silberne Pfähle als Hinweis auf den Limes und darunter durch eine aufsteigende und eingeschweifte silberne Spitze gespalten in Rot und Blau das Stammwappen der Herren von Absberg.

## Geschichte
Der Ort soll als Rodungsdorf des fränkischen Landesausbaus im 8./9. Jahrhundert entstanden sein. Durch die südliche Dorfflur verlief der Obergermanisch-Raetische Limes.

### 13. bis 16. Jahrhundert
Erstmals wurde das Dorf 1238 urkundlich erwähnt, als Adelheid von Absberg dem Kloster Auhausen einen Neubruch (= neu gebrochenes, gerodetes Land) zu „Frichenvelde“ schenkte; in der Folgezeit vermehrte das Kloster seinen Besitz im Dorf (1491: 3 Zinser). 1343 ist ein Ortsadel mit Kunigund von Frickenfelden bezeugt, die ihr Gut an das Heilig-Geist-Spital Nürnberg veräußerte. 1368 war vom Besitz des Wilhelm von Seckendorff in „frickenfelde“ die Rede; er verkaufte seinen Besitz im Dorf an die Burggrafen von Nürnberg. Begütert waren im Dorf auch die Herren von Lentersheim. Anfang des 15. Jahrhunderts hatte das Kloster Heidenheim Besitz in Frickenfelden. 1403 erwarb das Heilig-Geist-Spital in Nürnberg von dem Gunzenhäuser Bürger Thomas Widman eine jährliche Gült aus dem „Pfollnhof/Pfalhofe/Pfallnhof“; 1417 ging dieser Hof an das Spital über. 1497 zinste ein Hof an das Reichalmosen Weißenburg. 1529 wurde in Unterasbach, wohin Frickenfelden gepfarrt war, die Reformation eingeführt. 1532 gehörte ein Mundgut im Dorf zum brandenburgisch-ansbachischen Kastenamt Gunzenhausen. 1549 besaßen die Herren von Neuenmuhr einen Hof. 1575 kam der ansbachische Stiftsverwalter Hans Willing in den Besitz etlicher Feldstücke der Frickenfelder Flur; 1589 kamen aus dem Willingschen Erbe ein Hof und zwei Feldlehen zu Frickenfelden an die Markgrafen von Brandenburg.

### 17. und 18. Jahrhundert
1608 wurde der unter der Fraisch des markgräflichen Amtes Gunzenhausen stehende „Weiler“ folgendermaßen beschrieben: 13 Untertanen waren markgräflich, sie waren dem Kastenamt, dem Spital, der Unteren Kaplanei und dem lateinischen Schulmeister Gunzenhausen sowie der Pfarrei St. Michael zu Unterasbach gültbar und allesamt dem Kastenamt Gunzenhausen vogtbar; ein Untertan war dem Klosteramt Auhausen gült- und vogtbar, fünf waren absbergische, zwei lentersheimische Untertanen und zwei gehörten dem Heilig-Geist-Spital Nürnberg. Nach dem Dreißigjährigen Krieg, unter dem auch Frickenfelden zu leiden hatte, siedelten sich Exulanten aus dem oberösterreichischen Ennsgebiet in Frickenfelden an. Um die Mitte des 17. Jahrhunderts waren die ehemaligen absbergischen Güter in Besitz der Deutschordenskommende Absberg. 1732 teilten sich folgende Grundherren das Dorf Frickenfelden auf: Kastenamt Gunzenhausen (sieben Untertanen), Vogtamt Gunzenhausen (neun Untertanen), Klosteramt Auhausen (ein Untertan), Deutscher Orden Absberg (fünf Untertanen), Spital Nürnberg (zwei Untertanen); vom Zehent flossen ein Drittel in die Pfarrei Unterasbach und zwei Drittel in die Pfarrei Windsfeld; ein Gemeindehirtenhaus war zinsfrei. Die Gemeindeherrschaft, die Vogtei und die hohe Fraisch übten das markgräfliche Oberamt Gunzenhausen aus. Bis 1735 mussten die Kinder nach Unterasbach zur Schule gehen; dann wurde eine Winterschule im Dorf eingerichtet; ab 1754 mussten die Kinder im Sommer wieder zur Schule nach Unterasbach. Um 1800 wurde die Winterschule als Nebenschulstelle mit ganzjährigem Unterricht aufgewertet.

### Vom 19. Jahrhundert bis in die Gegenwart
Am Ende des Alten Reiches bestand 1800 der Weiler Frickenfelden aus 17 Untertanen, die zum Kameralamt Gunzenhausen gehörten; auch das Deutschordensamt Absberg und das Spitalamt Nürnberg verfügten über Untertanen im Dorf. Zu dieser Zeit wurden die Einwohner Frickenfeldes im Gegensatz zu den Bauern des Altmühlgrundes als „größtenteils arm, in kleinen mit Stroh gedeckten Hütten wohnend“ beschrieben.
1806 kam Frickenfelden mit dem seit 1791/92 brandenburg-preußischen Markgraftum Ansbach an Bayern und dort 1808 zum Steuerdistrikt und 1811 zur Ruralgemeinde Unterasbach im Landgericht/Rentamt Gunzenhausen. 1818 wurde Frickenfelden wieder eine Ruralgemeinde, bis sie infolge der Gemeindegebietsreform in Bayern ihre Eigenständigkeit aufgeben musste und am 1. Mai 1978 nach Gunzenhausen eingemeindet wurde.
1840 baute die Gemeinde in Frickenfelden ein eigenes Schulhaus, das nach dem Zweiten Weltkrieg durch einen Neubau ersetzt wurde; 1966 kam Frickenfelden zum Schulverband Pfofeld und 1982 zum Volksschulwesen Gunzenhausens. Ihr Trinkwasser beziehen die Frickenfelder seit den 1960er Jahren vom Pfofelder Wasserzweckverband. 1959/61 wurde eine Nebenerwerbssiedlung gebaut. 1973 wurde die Flurbereinigung in dem beliebten Gunzenhäuser Ausflugsort abgeschlossen. 1975 legte die Gemeinde einen eigenen Friedhof an; bis dahin wurden die Toten in Unterasbach begraben. Die Evangelische Kirche unterhält in Frickenfelden eine Kindertagesstätte St. Michael; die Michaelskirche steht im vier Kilometer entfernten Unterasbach, wohin Frickenfelden seit 1298 gepfarrt ist.

### Einwohnerentwicklung
- 1818: 173[16]
- 1824: 186 in 35 Anwesen[16]
- 1829: 175, 36 Familien[23]
- 1861: 213 in 78 Gebäuden[24]
- 1939: 217[25]
- 1950: 305 in 46 Anwesen[16]
- 1961: 306[26] in 62 Wohngebäuden[27]
- 1966: 450[25]
- 1970: 518[26]
- 1980: 924[10]
- 2018: 1437

## Baudenkmäler
- Glockenturm von 1880[28] mit Anbau, der seitdem unterschiedlich genutzt und erst 1994 bis 1996 zu einem Kapellenraum umgestaltet wurde. Der Dorfbrunnen neben dem Glockenturm wurde 1988 aufgestellt.

- Steinkreuz von 1405, das mehrmals versetzt wurde[29]
- Frickenfelder „Kerwa“, die jedes Jahr im September stattfindet[30]

## Vereine
- Die 1898 gegründete Freiwillige Feuerwehr Frickenfelden[31]
- Obst- und Gartenbauverein (gegründet in den frühen 1920er Jahren)[32]
- FC 1964 Frickenfelden e. V.[33]
- TTC Frickenfelden e. V. (gegründet 1966)[34]
- Posaunenchor Frickenfelden (gegründet 1927)[35]
- Singgemeinschaft Frickenfelden (gegründet 1958/60)[36]
- Frickenfelder Landfrauengruppe
- Kukaf, Kunst- und Kulturverein (gegründet 1999) mit Theatergruppe

## Persönlichkeiten
- Emil Johannes Meyer (1885–1949), in Frickenfelden geborener Fachautor und Verleger